# William Stanley (Ritter)

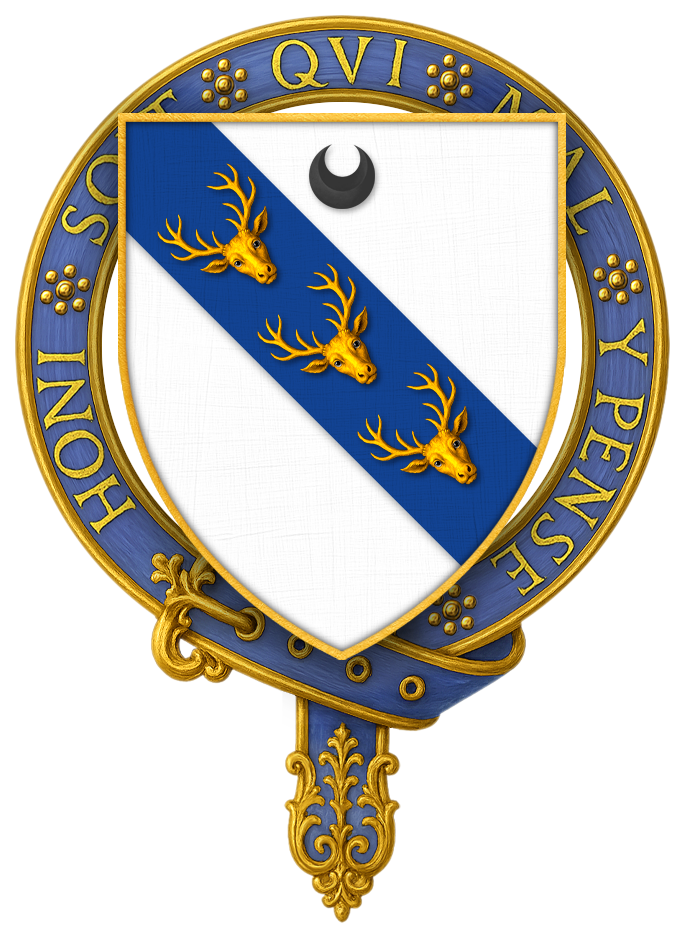
Wappen von Sir William Stanley

Sir William Stanley KG (* um 1435 in Lytham; † 16. Februar 1495 in Tower Hill, London) war ein englischer Ritter des Hosenbandordens und der jüngere Bruder von Thomas Stanley, einem englischen Staatsmann. Stanley kämpfte mit seinen Truppen in mehreren Schlachten der Rosenkriege.

## Leben
Er wurde in Lytham, Lancashire als der jüngere Sohn von Thomas Stanley, 1. Baron Stanley geboren. Im Jahr 1465 heiratete er Johanna, die Tochter des ersten 1. Viscount Beaumont, und Witwe des 8. Lord Lovel. Er heiratete in zweiter Ehe um 1471 Elizabeth Hopton, Tochter von Thomas Hopton, mit der er eine Tochter, Jane Stanley, hatte. Sie wohnten in Holt, Norfolk.

## Karriere
Er unterstützte ursprünglich das Haus York während der Rosenkriege und wurde mit der Zeit ein gefeierter Feldherr. Er kämpfte an der Seite des Hauses York in der Schlacht von Blore Heath im Jahre 1459. Im Jahr 1465 bekam er die Ländereien und das Schloss der enteigneten Cliffords in Skipton als Lehen. Nach der Schlacht von Tewkesbury 1471 war er es, der Königin Margarete von Anjou, die Gemahlin von Heinrich VI., gefangen nahm, die das Haus Lancaster anführte und wurde darauf vom König zum Knight Banneret ernannt. Im Jahr 1483 wurde er zum Obersten Richter von Nordwales (Chief Justice of North Wales) ernannt. Nachdem 1483 Richard III. auf den Thron kam, bekam er für seine loyalen Dienste weitere Ländereien  in Nordwales.
Ab 1485 hatte Stanley jedoch beschlossen, die Seiten zu wechseln, und unterstützte den Thronanspruch des Hauses Lancaster, also Heinrich Tudors. Am bekanntesten ist Stanley für sein Überlaufen in der Schlacht von Bosworth, in der Richard III. sein Leben verlor und Heinrich Tudor seinen Thronanspruch durchsetzen konnte. In Dankbarkeit für seinen Verrat verlieh ihm der neue König Heinrich VII. viele Titel, darunter das neue Amt des Lord Chamberlain. 1487 wurde Stanley in den Hosenbandorden aufgenommen.
Zehn Jahre später wurde Stanley für seine Unterstützung des Thronprätendenten Perkin Warbeck des Verrats beschuldigt, verurteilt und einige Tage danach am 16. Februar 1495 geköpft. Er hatte bereitwillig die Tat zugegeben, obwohl man nur Indizienbeweise gegen ihn vorliegen hatte, da er dachte, er würde der Hinrichtung durch ein volles Geständnis entgehen. Der König hätte Gnade walten lassen können, fürchtete jedoch, dass er sich dadurch in Gefahr gebracht hätte, da andere in der Hoffnung, damit straflos davonzukommen, sich dazu ermutigt gefühlt hätten können, einen ähnlichen Akt zu begehen.